# Alfredo Nigro
Alfredo Nigro (Manduria, 29 settembre 1975) è un tenore italiano.

## Biografia
Nato a Manduria, è cresciuto a Erchie. Dopo aver studiato al Conservatorio "Nino Rota" di Monopoli, si è perfezionato all'Accademia per cantanti d'opera del Teatro alla Scala di Milano dal 2001 al 2003. Tra i suoi insegnanti Leyla Gencer, Teresa Berganza, Ghena Dimitrova, Luigi Alva e Luciana Serra.
Ha cantato nella prima mondiale dell'oratorio "La Divina Provvidenza" di Narciso Sabbadini (in occasione della beatificazione di don Giovanni Calabria), con i "Virtuosi di Praga" a Mantova, con la "Filarmonica" di Verona e al Teatro dell'Opera di Praga per la Radio e la TV ceche.
Al Teatro alla Scala di Milano ha cantato Un giorno di regno di Giuseppe Verdi, 
Samson et Dalila (con Gary Bertini), Sarzuela Luisa Fernanda con Plácido Domingo, e  Ifigenie en Aulide e Fidelio sotto la direzione di Riccardo Muti.
Ha interpretato il ruolo di Malcolm in Macbeth di Giuseppe Verdi (sotto la direzione di Sir Charles Mackerras) al Festival di Edimburgo, al Teatro della Maestranza di Siviglia, al Teatro della Scala di Milano e all'Opéra Bastille di Parigi.
Ha interpretato Alfredo Germont (La traviata ) e Don Ottavio ( Don Giovanni ).
Si è esibito al nuovo Auditorium Accademia di Santa Cecilia a Roma (diretto da Myung-whun Chung) al Teatro di San Carlo di Napoli (diretto da Gary Bertini) e all'inaugurazione Scaligera 2007/08 (diretto da Daniel Barenboim). Ha anche interpretato il ruolo di Junge Seemann in Tristano e Isotta di Richard Wagner.
Nigro si è esibito al prestigioso Festival di Schubert a Schwarzenberg (Austria) al Théâtre des Champs-Élysées di Parigi, al Vilnius Opera Festival, al Toronto Opera Festival, a San Pietroburgo, a Tokyo, a Kyoto, a Madrid e in altri teatri. Vive a Germering (Baviera) con la moglie soprano e mezzosoprano Violeta Urmana.

## Repertorio
- Mozart - Don Giovanni (Don Ottavio)
- Mozart - La clemenza di Tito (Tito)
- Berlioz - Les Troyens (Iopas)
- Verdi - La traviata (Alfredo)
- Verdi - Macbeth (Macduff / Malcolm)
- Verdi - Falstaff (Fenton)
- Verdi - Otello (Cassio)
- Verdi - Nabucco (Ismaele)
- Bellini - La sonnambula (Elvino)
- Bellini - I Capuleti e i Montecchi (Tebaldo)
- Donizetti - Roberto Devereux (Roberto)
- Donizetti - Lucia di Lammermoor (Edgardo / Arturo)
- Donizetti - L'elisir d'amore (Nemorino)
- Wagner - Tristano e Isotta (Junge SeeMann, Melot, The Hirt)
- Mozart - Requiem
- Verdi - Requiem
- Verdi - Tantum Ergo
- Rossini - Petite messe solennelle
- Mendelssohn - Sinfonia n.2 (Lobgesang)

## Filmografia
- Samson et Dalila, (2002)
- Iphigénie en Aulide, (2002)
- Tristan und Isolde, (2007)
- Macbeth, (2009)
- Puccini Ritrovato, cd / DG (2009)